# Texas League
Texas League (TL) är en professionell basebolliga. Den är en farmarliga till Major League Baseball (MLB), på den näst högsta nivån (Double-A) inom Minor League Baseball (MiLB).
Ligan består av tio klubbar, vilka trots ligans namn inte bara ligger i Texas utan även i närliggande delstater i södra centrala USA.
Den mest framgångsrika klubben genom tiderna är Houston Buffaloes med 16 ligatitlar.

## Historia

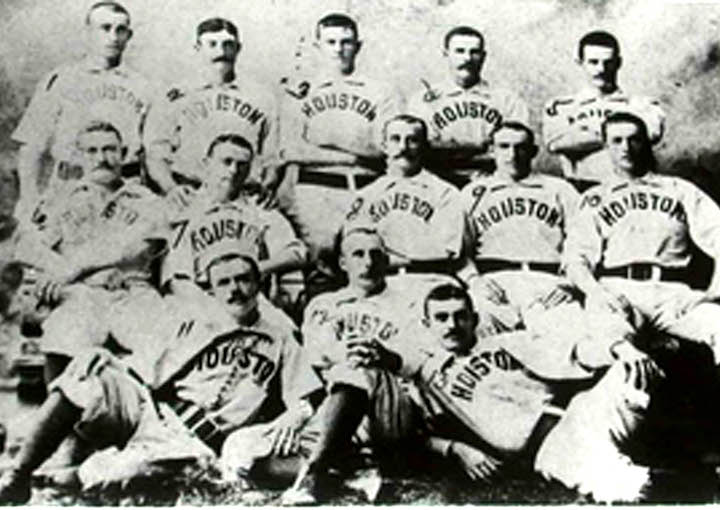
Houston-spelarna som vann Texas League 1889.

Texas League grundades den 18 januari 1888 i Houston, och samma år spelades den första säsongen. Då bestod ligan av sex klubbar, vilka var från Austin, Dallas, Fort Worth, Galveston, Houston och San Antonio. Trots stora ekonomiska problem lyckades ligan överleva i tre säsonger innan den lades ned. Efter ett års uppehåll drog den igång igen 1892, men då varade den i bara en säsong, under vilken den klassades på nivå B.
Ligan startades om igen 1895 under namnet Texas-Southern League, återigen på nivå B. Året efter bytte den namn till Texas Association och var då en C-liga. Därefter återtog ligan namnet Texas League under två säsonger för att 1899 återigen heta Texas Association. De ekonomiska förlusterna blev efter den säsongen så stora att ligan lades ned igen.
Intresset för att bedriva professionell baseboll i Texas fanns dock kvar och 1902 gjorde man ett nytt försök under namnet Texas League, på nivå D. Efter bara en säsong bröt sig de södra klubbarna ur ligan och bildade en egen liga kallad South Texas League, medan klubbarna i norr behöll namnet Texas League. Den senare ligan fick klassifikationen C 1904, men var nere på D igen 1906. 1907 återförenades ligorna och Texas League klassades som C-liga igen. Ligan hade då klubbar i bland annat Houston, Dallas, Fort Worth och San Antonio, och dessa fyra städer skulle komma att utgöra ligans fundament under de följande 50 åren.
1911 uppgraderades Texas League till nivå B och tio år senare för första gången till nivå A, som då var den näst högsta nivån inom MiLB. Under 1920- och 1930-talen blev klubbarna i ligan farmarklubbar i betydelsen att de köptes av klubbar i MLB, eller i vart fall skrev samarbetsavtal med dem, så att MLB-klubbarna försåg klubbarna i Texas League med egna kontrakterade spelare. Klubbarna i Texas League behöll dock en viss självständighet och alla spelare kom inte från moderklubben. När den nya näst högsta nivån A1 infördes 1936 var Texas League en av ligorna som fick denna klassifikation. Under andra världskriget tvingades ligan till ett tre år långt uppehåll, det första sedan nystarten 1902. När klassificeringssystemet gjordes om 1946 hamnade ligan på den nya näst högsta nivån Double-A, där den har stannat kvar sedan dess.
Efter kriget blomstrade Texas League i likhet med många andra ligor, och 1949 var den totala publiksiffran för de åtta klubbarna över två miljoner, mer än fyra gånger så många som 1942. Framgången blev dock kortvarig, mycket på grund av televisionens intåg, där människor i hela USA plötsligt kunde sitta hemma och se de stora stjärnorna i MLB spela. Även det faktum att luftkonditionering blev allt vanligare gjorde att färre valde att sitta och se farmarklubbsbaseboll i Texas-hettan.
Texas League inledde 1959 ett samarbete med Liga Mexicana de Béisbol, där ligornas klubbar kom överens om att spela ett visst antal grundseriematcher mot varandra. Samarbetet kallades Pan-American Association och varade i tre säsonger.
På 1950-talet flyttade flera MLB-klubbar och på 1960-talet skapades flera nya, bland annat i Houston (dagens Houston Astros), vilket också minskade intresset för de lägre ligorna. 1963 nådde Texas League sin lägsta totala publiksiffra (589 952).
1971 hade ligan ett udda antal klubbar och inledde därför ett samarbete med Southern League, en annan liga på Double-A-nivån som också hade ett udda antal klubbar den säsongen. Ligornas klubbar delades in i tre divisioner under namnet Dixie Association. Samarbetet varade bara under en säsong.
Under 1970-talet lyckades klubbarna locka fler åskådare genom att erbjuda gåvor och underhållning under matcherna. Den positiva trenden fortsatte på 1980-talet tack vare en nostalgivåg inför MiLB delvis orsakad av filmer som Bull Durham, och tack vare nya arenor eller renoveringar av gamla.
1991 spelades för första gången en all star-match gemensamt för ligorna på Double-A-nivån. Eftersom det fanns tre ligor på Double-A-nivån bestod det ena laget i all star-matchen av spelare från farmarklubbarna till klubbar i American League och det andra av spelare från farmarklubbarna till klubbar i National League.
På 2000-talet var ett framgångsrecept att flytta klubbar i ligan till storstadsområden som Austin och Dallas. Under 2000, första året för Round Rock Express baserad utanför Austin, blev klubben den första någonsin på Double-A-nivån att locka mer än 600 000 åskådare till sina hemmamatcher. Två år senare spelades den sista gemensamma all star-matchen på Double-A-nivån och därefter återgick Texas League till att ha en egen all star-match.
Hela 2020 års säsong av MiLB, inklusive Texas League, ställdes in på grund av covid-19-pandemin. I februari 2021 genomförde MLB en stor omorganisation av MiLB som bland annat innebar att de gamla liganamnen ersattes av nya. För Texas Leagues del innebar omorganisationen att ligan fick namnet Double-A Central och utökades från åtta klubbar till tio. Samtliga klubbar som fanns i ligan före omorganisationen fick vara kvar och dessutom tillkom två från Pacific Coast League (Triple-A). Efter att ha haft namnet Double-A Central 2021 återfick ligan namnet Texas League 2022 efter det att MLB förvärvat rättigheterna till de gamla liganamnen.

## Klubbar
Texas League består av tio klubbar, som är indelade i två divisioner:
| Klubb                       | Stad                                | Moderklubb           |
| North Division              | North Division                      | North Division       |
| --------------------------- | ----------------------------------- | -------------------- |
| Arkansas Travelers          | Little Rock (North Little Rock), AR | Seattle Mariners     |
| Northwest Arkansas Naturals | Springdale, AR                      | Kansas City Royals   |
| Springfield Cardinals       | Springfield, MO                     | St. Louis Cardinals  |
| Tulsa Drillers              | Tulsa, OK                           | Los Angeles Dodgers  |
| Wichita Wind Surge          | Wichita, KS                         | Minnesota Twins      |
| South Division              |                                     |                      |
| Amarillo Sod Poodles        | Amarillo, TX                        | Arizona Diamondbacks |
| Corpus Christi Hooks        | Corpus Christi, TX                  | Houston Astros       |
| Frisco Roughriders          | Frisco, TX                          | Texas Rangers        |
| Midland Rockhounds          | Midland, TX                         | Oakland Athletics    |
| San Antonio Missions        | San Antonio, TX                     | San Diego Padres     |

## Spelformat
Grundserien består av 138 matcher och varar från början av april till mitten av september. Matchserierna består oftast av sex matcher som spelas tisdagar till söndagar med speluppehåll på måndagar. Klubbarna spelar oftare mot klubbarna i samma division än mot klubbarna i den andra divisionen.
Grundserien är indelad i två halvor och till slutspel går vinnarna av de båda divisionerna i båda halvorna, alltså totalt fyra klubbar. Om samma klubb vinner båda halvorna går från den divisionen den klubb till slutspel som var näst bäst sett över hela säsongen. I semifinalerna möts de två klubbarna från samma division i ett bäst-av-tre-format och även finalen spelas i detta format.

## Hall of fame

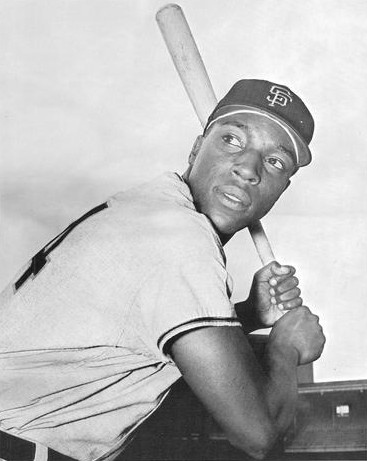
Willie McCovey valdes in i Texas Leagues hall of fame 2004.

Texas League har en egen hall of fame, vars första medlemmar valdes in 2004.
Till och med 2017 har totalt 145 personer valts in i ligans hall of fame. Av dessa har 17 till och med 2022 även valts in i National Baseball Hall of Fame:
- Roberto Alomar
- Willard Brown
- Dizzy Dean
- Dennis Eckersley
- Hank Greenberg
- Chick Hafey
- Willie McCovey
- Joe Medwick
- Joe Morgan
- Brooks Robinson
- Ron Santo
- Al Simmons
- Tris Speaker
- Bruce Sutter
- Don Sutton
- Billy Williams
- Dick Williams